# Nobonob
Le nobonob, aussi appelé garuh, est une langue madang parlée en Papouasie-Nouvelle-Guinée dans la province de Madang au nord de Madang.

## Écriture
| a | b | d | ḏ | e | g | g̱ | h | i | k | ḵ | l |
| m | n | o | p | p̱ | q | s | t | ṯ | u | w | y |

Dans la traduction de la Bible en nobonob, publiée en 2022 par Wycliffe Bible Translators, les consonnes géminées sont écrites en doublant la lettre ‹ kk, pp, tt › au lieu de ‹ ḵ, p̱, ṯ › et les consonnes injectives alvéolaires et vélaires sont écrites avec un crochet ‹ ɗ, ɠ › au lieu de ‹ ḏ, g̱ ›.